# Етноспонгіологія
Етноспонгіологія — розділ етнозоології, який досліджує екологічні і культурні взаємозв'язки між людиною і губкою.